# بيل لارسون
بيل لارسون (بالإنجليزية: Bill Larson)‏ هو لاعب كرة قدم أمريكية أمريكي، ولد في 7 أكتوبر 1953 في غرينفيلد في الولايات المتحدة.

## وصلات خارجية
- بيل لارسون على موقع مرجع كرة القدم المحترفة.كوم (الإنجليزية)